# Bush Brotherhood

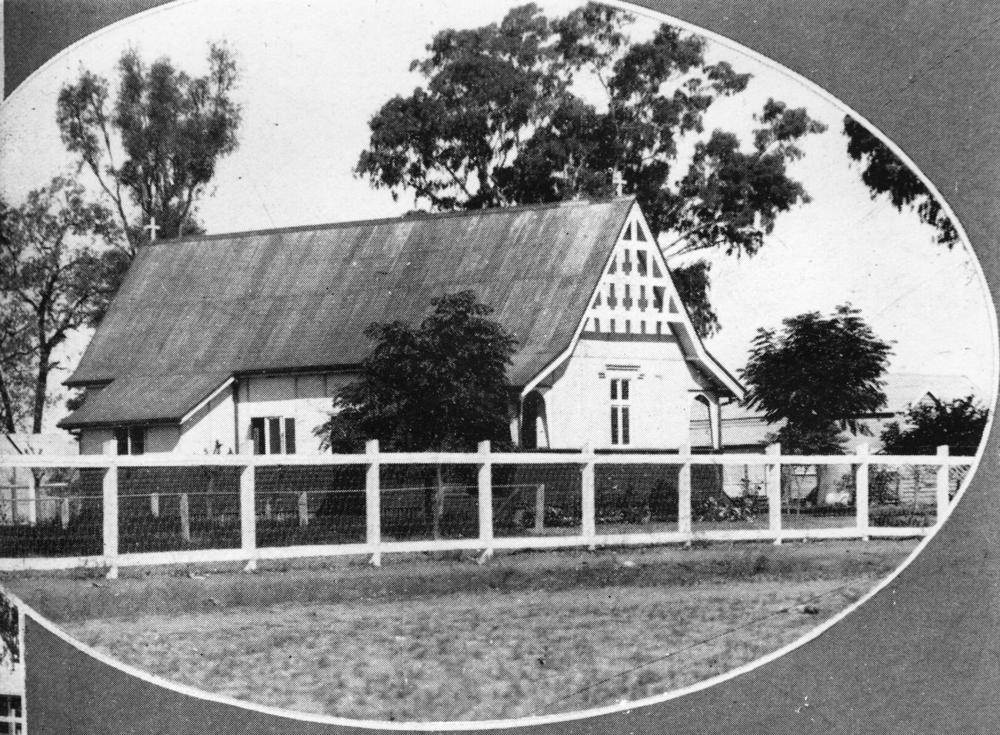
All Saints Chapel, die so genannte „Bush Brotherhood of St Paul“, Charleville 1933.

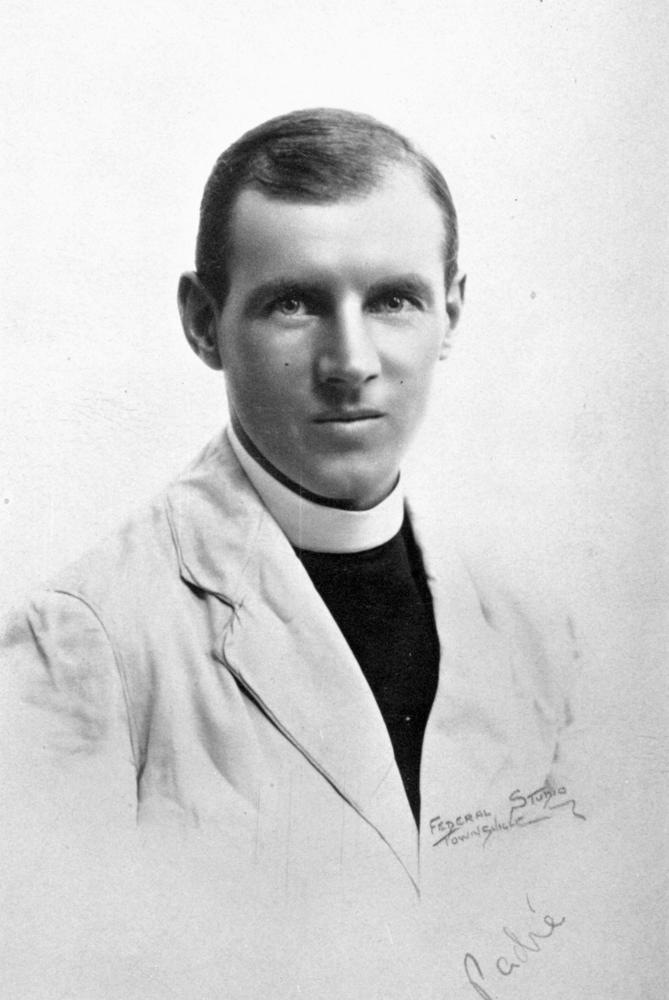
Reverend Harold Victor Hodson, ein Bush Brother aus England in Richmond, Queensland 1913–1916.

Die Bush Brotherhood (deutsch Buschbruderschaft) war eine Gruppe von Klerikern der Anglican Church of Australia, die als reisende Priester in den spärlich besiedelten ländlichen Gebieten Australiens Dienst taten. Sie wurden als „Männerbande“ beschrieben, die predigen wie die Apostel, reiten wie die Cowboys und mit Essen und Kleidung zufrieden sein werden (englisch: „For a band of men that will preach like apostles, ride like cowboys, and, having food and raiment, will therewith be content“).
Die „Buschbruderschaft“ war eine besondere Form der kirchlichen Versorgung der Anglikaner: Junge, unverheiratete Pfarrer gingen paarweise auf fünf Jahre als Seelsorger in die einsamen Gebiete und kehrten alle drei Monate für ein paar Wochen in das Mutterhaus der Bruderschaft zurück, um sich seelisch zu erholen.
Die „Buschbruderschaften“ wurden nach der Lambeth-Konferenz von 1897 auf Anregung von Nathaniel Dawes gegründet, als eine praktische und flexible Lösung auf die Notwendigkeit, dass ein engagierter Geistlicher an der Grenze des Kolonialreiches arbeiten muss. Schließlich entstanden sieben „Buschbruderschaften“ in Australien, die einen wichtigen Einfluss auf die Kolonialkirche hatten. Mindestens dreizehn der Brüder wurden Bischöfe.

## Arbeitsweise
Es gab mehrere verschiedene „Ordensgemeinschaften“ der Bush Brothers, aber alle waren ähnlichen Idealen verpflichtet, vergleichbar echten Mönchsorden mit:
- zeitweisen Gelübden (Armut, Keuschheit, Gehorsam)
- regelmäßig Auszeiten in einem Mutterhaus zur geistlichen Erfrischung
- Gehorsam gegenüber einem 'Aufseher' oder 'Principal' (oft einem Bischof).

Ihre Pflichten waren unter anderem: Religionsunterricht, Gottesdienste und Spenden der Sakramente. Die Bush Brothers waren entweder ledig oder ließen ihre Frauen in der Zeit ihres Dienstes in der Heimat zurück. Viele wurden aus England rekrutiert, wo das Leben im Outback ein romantisches Flair hatte, während australische Brothers viel seltener den Dienst übernahmen. Ursprünglich waren die Bush Brothers zu Pferde unterwegs, später nutzten sie auch andere Gefährte.

## Liste der Brotherhoods
Die St Andrew’s Bush Brotherhood wurde 1897 in Longreach, Queensland, vom Bishop of Stepney, Kanonikern und dem Bishop of Rockhampton, Nathaniel Dawes, gegründet.
Die erste Gruppe der 'Brüder' wurde von Reverend George Halford angeführt.
Die Brotherhood of the Good Shepherd wurde ca. 1903 in Dubbo, New South Wales, gegründet. Diese Bruderschaft veröffentlichte die Zeitschrift The Bush Brother von 1904 bis 1980.
Die Bush Brotherhood of St Boniface wirkte in der Diocese of Bunbury in Western Australia von Juli 1911 bis 1929.
Die Bush Brotherhood of St Barnabas in North Queensland wurde 1922 bekannt, als Bryan Robin das Buch The Sundowner über seine Erlebnisse zwischen 1914 und 1921 veröffentlichte. Dieses Buch veranlasste andere Priester der Brotherhood beizutreten.
Die Brotherhood of St John the Baptist wirkte in Murray Bridge, South Australia.
Die Bush Brotherhood of St Paul wirkte in Charleville und in Cunnamulla in Queensland.

## Mitglieder
- William Barrett, Dean of Brisbane
- Wilfrid Belcher, Bishop of North Queensland
- Frederick Henry Campion, Gründer des Magazins The Bush Brother
- Stephen Davies, Bishop of Carpentaria
- William Elsey, Bishop of Kalgoorlie
- John Feetham, Bishop of North Queensland
- Godfrey Fryar, Bishop of Rockhampton
- George Halford, Bishop of Rockhampton
- Harold Victor Hodson
- Frederick Hulton-Sams, bekannt als „fighting parson“ aufgrund seiner Boxkünste, er starb 1915 im Ersten Weltkrieg.[14][15][16][17][18] Seine Freunde schrieben ein Buch über seine Erlebnisse als ein Bush Brother.[19]
- John Hazlewood, Bishop of Ballarat
- Barry Hunter, Bishop of Riverina
- Hamish Jamieson, Bishop of Carpentaria and Bunbury
- Lionel Renfrey, Dean of Adelaide
- Bryan Robin, Bishop of Adelaide
- Guy Roxby starb 1913 an Typhus, der erste Brother der im Dienst verstarb.[16][20][20][21]
- Richard Thomas, Bishop of Willochra
- Graham Howard Walden, Bishop of The Murray[22]
- Arnold Wylde, Bishop of Bathurst

## In der Populärkultur
Im Roman In the Wet von Nevil Shute ist der Erzähler ein Mitglied der Bush Brotherhood und gibt einen fiktiven Bericht vom Leben eines dieser wandernden Priester.